# Mistrzostwa Świata w Łucznictwie 2021
51. Mistrzostwa Świata w Łucznictwie odbyły się między 20 a 26 września 2021 w Yankton w USA. Organizatorem była Międzynarodowa Federacja Łucznicza.

## Medaliści

### Strzelanie z łuku klasycznego
| Konkurencja            | Złoto                                                      | Srebro                                                            | Brąz                                                           |
| Indywidualnie kobiet   | Jang Min-hee                                               | Casey Kaufhold                                                    | An San                                                         |
| Indywidualnie mężczyzn | Kim Woo-jin                                                | Marcus Vinicius D'Almeida                                         | Brady Ellison                                                  |
| Drużynowo kobiet       | Korea Południowa · An San · Jang Min-hee · Kang Chae-young | Meksyk · Aída Román · Alejandra Valencia · Ana Vázquez            | Francja · Lisa Barbelin · Caroline Lopez · Mélodie Richard     |
| Drużynowo mężczyzn     | Korea Południowa · Kim Woo-jin · Kim Je-deok · Oh Jin-hyek | Stany Zjednoczone · Brady Ellison · Matthew Nofel · Jack Williams | Chińskie Tajpej · Hung Cheng-hao · Wei Chun-heng · Yu Guan-lin |
| Mikst                  | Korea Południowa · An San · Kim Woo-jin                    | Rosyjska Federacja Łucznicza Elena Osipowa Gałsan Bazarżapow      | Turcja · Yasemin Anagöz · Mete Gazoz                           |

### Strzelanie z łuku bloczkowego
| Konkurencja            | Złoto                                                             | Srebro                                                      | Brąz                                                                      |
| Indywidualnie kobiet   | Sara López                                                        | Jyothi Surekha Vennam                                       | Andrea Becerra                                                            |
| Indywidualnie mężczyzn | Nico Wiener                                                       | Mike Schloesser                                             | Robin Jäätma                                                              |
| Drużynowo kobiet       | Kolumbia · Sara López · Alejandra Usquiano · Nora Valdez          | Indie · Priya Gurjar · Muskan Kirar · Jyothi Surekha Vennam | Stany Zjednoczone · Linda Ochoa-Anderson · Paige Pearce · Makenna Proctor |
| Drużynowo mężczyzn     | Stany Zjednoczone · Braden Gellenthien · James Lutz · Kris Schaff | Meksyk · Miguel Becerra · Antonio Hidalgo · Uriel Olvera    | Austria · Stefan Heincz · Michael Matzner · Nico Wiener                   |
| Mikst                  | Kolumbia · Sara López · Daniel Muñoz                              | Indie · Abhishek Verma · Jyothi Surekha Vennam              | Korea Południowa · Kim Jong-ho · Kim Yun-hee                              |

## Klasyfikacja medalowa
| Lp. | Państwo                      | Złoto | Srebro | Brąz | Razem |
| 1.  | Korea Południowa             | 5     | 0      | 2    | 7     |
| 2.  | Kolumbia                     | 3     | 0      | 0    | 3     |
| 3.  | Stany Zjednoczone            | 1     | 2      | 2    | 5     |
| 4.  | Austria                      | 1     | 0      | 1    | 2     |
| 5.  | Indie                        | 0     | 3      | 0    | 3     |
| 6.  | Meksyk                       | 0     | 2      | 1    | 3     |
| 7.  | Brazylia                     | 0     | 1      | 0    | 1     |
| 7.  | Holandia                     | 0     | 1      | 0    | 1     |
| 7.  | Rosyjska Federacja Łucznicza | 0     | 1      | 0    | 1     |
| 10. | Chińskie Tajpej              | 0     | 0      | 1    | 1     |
| 10. | Estonia                      | 0     | 0      | 1    | 1     |
| 10. | Francja                      | 0     | 0      | 1    | 1     |
| 10. | Turcja                       | 0     | 0      | 1    | 1     |